# Lucien Fagris
Lucien Fagris, né le 10 mai 1901 au Petit-Quevilly (Seine-Inférieure) et mort le 1er août 1972 aux Andelys, est un footballeur français des années 1920. 

## Biographie
Lucien Fagris effectue son service militaire de 1921 à 1923.
Lucien Fagris joue pour l'US Quevilly notamment en 1927 où le club perd en finale de la Coupe de France de football face à l'Olympique de Marseille.

## Palmarès
- Finaliste de la Coupe de France de football en 1927[5]